# Grand Prix Stanów Zjednoczonych 1977
Grand Prix Stanów Zjednoczonych 1977 (oryg. Toyota United States Grand Prix) – 15. runda Mistrzostw Świata Formuły 1 w sezonie 1977, która odbyła się 2 października 1977, po raz 17. na torze Watkins Glen.
Było to 20. Grand Prix Stanów Zjednoczonych i jednocześnie 19. zaliczane do Mistrzostw Świata Formuły 1.

## Wyścig
| Legenda oznaczeń w tabelach wyników Wyświetl szablon na nowej stronie | Legenda oznaczeń w tabelach wyników Wyświetl szablon na nowej stronie                                                                     |
| Oznaczenie                                                            | Wyjaśnienie |
| --------------------------------------------------------------------- | --- |
| Złoty                                                                 | Zwycięzca lub mistrzostwo |
| Srebrny                                                               | 2. miejsce lub wicemistrzostwo |
| Brązowy                                                               | 3. miejsce lub II wicemistrzostwo |
| Zielony                                                               | Ukończył, punktował (w klasyfikacji generalnej, gdy zdobył co najmniej jeden punkt na przestrzeni sezonu, poza trzema powyższymi opcjami) |
| Niebieski                                                             | Ukończył, nie punktował (w klasyfikacji generalnej, gdy nie zdobył co najmniej jednego punktu na przestrzeni sezonu)                      |
| Czerwony                                                              | Nie zakwalifikował się (NZ) |
| Czerwony                                                              | Nie prekwalifikował się (NPK) |
| Różowy                                                                | Nie ukończył (NU) |
| Różowy                                                                | Niesklasyfikowany (NS) (w klasyfikacji generalnej, gdy nie został sklasyfikowany w żadnym wyścigu sezonu)                                 |
| Czarny                                                                | Zdyskwalifikowany (DK) |
| Czarny                                                                | Wykluczony (WYK/EX) |
| Biały                                                                 | Nie wystartował (NW) |
| Biały                                                                 | Kontuzjowany (K/INJ) |
| Biały                                                                 | Wyścig odwołany (OD/C) |
| Bez koloru                                                            | Został wycofany (WYC/WD) |
| Bez koloru                                                            | Nie przybył (NP/DNA) |
| Bez koloru                                                            | Nie brał udziału w treningach (NT/DNP) |
| Bez koloru                                                            | Nie został zgłoszony (–) |
| Pogrubienie                                                           | Start z pole position |
| Kursywa                                                               | Najszybsze okrążenie wyścigu |
| †                                                                     | Nie ukończył, ale jego rezultat został zaliczony ze względu na przejechanie więcej niż 90% dystansu wyścigu.                              |
| *                                                                     | Sezon w trakcie |
| 1/2/3                                                                 | Punktowana pozycja w sprincie |
| Lista systemów punktacji Formuły 1                                    | |

| Poz | Nr                      | Kierowca              | konstruktor        | Okrążenie | Czas/Powód n.u       | Poz. start. | Punkty |
| --- | ----------------------- | --------------------- | ------------------ | --------- | -------------------- | ----------- | ------ |
| 1   | 1                       | James Hunt            | McLaren-Ford       | 59        | 1:58:23,267          | 1           | 9      |
| 2   | 5                       | Mario Andretti        | Lotus-Ford         | 59        | + 0:02,026           | 4           | 6      |
| 3   | 20                      | Jody Scheckter        | Wolf-Ford          | 59        | + 1:18,879           | 9           | 4      |
| 4   | 11                      | Niki Lauda            | Ferrari            | 59        | + 1:40,615           | 7           | 3      |
| 5   | 22                      | Clay Regazzoni        | Ensign-Ford        | 59        | + 1:48,138           | 19          | 2      |
| 6   | 12                      | Carlos Reutemann      | Ferrari            | 58        | + 1 okr.             | 6           | 1      |
| 7   | 26                      | Jacques Laffite       | Ligier-Matra       | 58        | + 1 okr.             | 10          |        |
| 8   | 24                      | Rupert Keegan         | Hesketh-Ford       | 58        | + 1 okr.             | 20          |        |
| 9   | 16                      | Jean-Pierre Jarier    | Shadow-Ford        | 58        | + 1 okr.             | 16          |        |
| 10  | 30                      | Brett Lunger          | McLaren-Ford       | 57        | + 2 okr.             | 17          |        |
| 11  | 18                      | Hans Binder           | Surtees-Ford       | 57        | + 2 okr.             | 25          |        |
| 12  | 7                       | John Watson           | Brabham-Alfa Romeo | 57        | + 2 okr.             | 3           |        |
| 13  | 28                      | Emerson Fittipaldi    | Fittipaldi-Ford    | 57        | + 2 okr.             | 18          |        |
| 14  | 4                       | Patrick Depailler     | Tyrrell-Ford       | 56        | + 3 Laps             | 8           |        |
| 15  | 9                       | Alex Ribeiro          | March-Ford         | 56        | + 3 Laps             | 23          |        |
| 16  | 3                       | Ronnie Peterson       | Tyrrell-Ford       | 56        | + 3 okr.             | 5           |        |
| 17  | 25                      | Ian Ashley            | Hesketh-Ford       | 55        | + 4 okr.             | 22          |        |
| 18  | 27                      | Patrick Nève          | March-Ford         | 55        | + 4 okr.             | 24          |        |
| 19  | 19                      | Vittorio Brambilla    | Surtees-Ford       | 54        | + 5 okr.             | 11          |        |
|     | Niesklasyfikowani       |                       |                    |           |                      |             |        |
| NU  | 15                      | Jean-Pierre Jabouille | Renault            | 30        | alternator           | 14          |        |
| NU  | 6                       | Gunnar Nilsson        | Lotus-Ford         | 17        | kolizja z Petersonem | 12          |        |
| NU  | 8                       | Hans-Joachim Stuck    | Brabham-Alfa Romeo | 14        | wypadek              | 2           |        |
| NU  | 10                      | Ian Scheckter         | March-Ford         | 10        | wypadek              | 21          |        |
| NU  | 2                       | Jochen Mass           | McLaren-Ford       | 8         | pompa paliwowa       | 15          |        |
| NU  | 14                      | Danny Ongais          | Penske-Ford        | 6         | wypadek              | 26          |        |
| NU  | 17                      | Alan Jones            | Shadow-Ford        | 3         | kolizja z Petersonem | 13          |        |
|     | Nie zakwalifikowali się |                       |                    |           |                      |             |        |
| NZ  | 23                      | Patrick Tambay        | Ensign-Ford        |           |                      |             |        |